# Acord de Claredat
L'Acord de Claredat és una proposta d'acord impulsada pel Govern de Catalunya l'any 2023 que té per objectiu permetre a la ciutadania decidir políticament el futur de Catalunya.
El consell acadèmic de l'acord està format per: Marc Sanjaume-Calvet, Eva Anduiza Perea, Lesley-Ann Daniels, Astrid Barrio López, Mar Aguilera Vaqués, Marco Aparicio Wilhelmi, Pau Bossacoma Busquets, Elisenda Casañas Adam i Josep Lluís Martí Màrmol.